# Municipio de Berlin (condado de Delaware)
El municipio de Berlin (en inglés: Berlin Township) es un municipio ubicado en el condado de Delaware en el estado estadounidense de Ohio. En el año 2010 tenía una población de 6498 habitantes y una densidad poblacional de 98,83 personas por km².

## Geografía
El municipio de Berlin se encuentra ubicado en las coordenadas 40°14′57″N 82°59′5″O / 40.24917, -82.98472. Según la Oficina del Censo de los Estados Unidos, el municipio tiene una superficie total de 65.75 km², de la cual 57.85 km² corresponden a tierra firme y (12.01%) 7.9 km² es agua.

## Demografía
Según el censo de 2010, había 6498 personas residiendo en el municipio de Berlin. La densidad de población era de 98,83 hab./km². De los 6498 habitantes, el municipio de Berlin estaba compuesto por el 91.04% blancos, el 2.72% eran afroamericanos, el 0.17% eran amerindios, el 2.4% eran asiáticos, el 0.09% eran isleños del Pacífico, el 1.86% eran de otras razas y el 1.71% pertenecían a dos o más razas. Del total de la población el 3.59% eran hispanos o latinos de cualquier raza.